# 風が通り抜ける道
『風が通り抜ける道』（かぜがとおりぬけるみち）は、2022年の沖縄県本土復帰50年を記念して製作された日本映画。令和4年度沖縄県後援作品。通称は「風道」。
本撮影地は、沖縄県本島、宮古島、小浜島、石垣島、竹富島、福岡県、佐賀県、熊本県、大阪府、岐阜、愛知県、東京、静岡県、千葉県（第一空挺団陸自基地）、秋田県、青森県、北海道と日本列島全域となっている。
監督・脚本は田中壱征。
2021年7月に本撮影を開始し、2022年10月にクランクアップを迎え、2023年には第15回沖縄国際映画祭の正式出品作品となる。同年5月22日には、カンヌにて開催された「SUPERSTAR AWARDS 2023 Cannes」にて、田中が「BEST FILMS AWARD賞」を受賞した。5月23日は、カンヌ国際映画祭公式アテンドホテルHôtel Barrière Le Majestic Cannesに次ぐ、Hotel Barrière Le Gray d'Albionにて、披露上映を果たした。
2024年1月12日からイオンエンターテイメント系列先行で一般劇場公開。東京（イオンシネマ板橋）・大阪（シアタス心斎橋）では、国内主要都市でのロングラン上映を果たした。
なお、田中壱征監督が人物設定に入れた一人に、沖縄に移住して恩納村で働く月皐（つきさつき）がいる。その月皐にスポットを当てたスピンオフ作品『虹、結』は、田中壱征監督による総指揮のもと、本作品で助監督を務めた大原誠弍が脚本・監督を手がけた。

## ストーリー
沖縄県から、親の反対を押し切って、歌手を目指して上京した大城光。家族の死や身寄りが沖縄からいなくなってしまい、早く人生を終わらせたいと切に思う沖縄県在住のおばあ。自分勝手な世界放浪を理由に、とうとう家族を失ってしまった戦場カメラマンの上原貞夫。サーフィンの事故で、車椅子生活となってしまった22歳の大西芽衣。人それぞれが、孤独の中を生きていきながら、明日を選んで行く。南の海の囲まれた想い溢れる島「沖縄」。「愛」という柔らかな風が、通り抜けていく……。

## 登場人物
大城 光（比嘉梨乃）、大城 隆（藤木勇人）
沖縄県首里育ち、子供の頃に母を亡くし、父と2人で二人三脚の日々。そんな中高校生で歌手になりたいという夢を捨てきれず、18歳で上京。
しかし、気づけば10年の月日が経ち、九州を旅する番組収録の終盤、父が倒れたと連絡が入る。
桜下今日子社長（山田邦子）、佐伯マネージャー（ケニー大倉）（芸能プロダクション）
芸能界40年、沢山の荒波に揉まれてきたが、コロナ禍により事務所存続の危機にさらされる。芸能事務所社長桜下今日子（60）マネージャーらと共に、ベテランから新人まで面倒を見る。その中の1人に光もいる。
おばあ・桃原はる（天願綾子）、平良健太（桃原克博）
夫が38年前に他界、親族ももういない。息子、孫らは故郷を離れ東京へ。沖縄で一生を終えようと思うが故に思わぬ言葉が口癖になってしまう。
そんなおばあの支えあっての子供時代を送ってきた甥の健太。両親は蒸発、親戚からもたらい回しに合う中、自衛隊に入隊したが、実弾演習中の事故により、健太をかばった上官が爆死。事件の傷を背負ったまま、教官職を経て定年退官、その後も、不運な出来事に見舞われ……
梅里 義昭（丈）
平良健太を師と仰ぎ、現役陸上自衛隊第一空挺団の教官を務める闘志溢れる男。祖父はかつて特攻隊員として、日本国に命を捧げた。そんな祖父の想い、魂を受け継ぎ、梅里も自衛官として生きる。誰よりも平和を切に願いながら。
「戦争は絶対に繰り返させない！！」
上原 貞夫（泉裕）
元戦場カメラマン。20代後半から日本を離れ、タイ、ミャンマーの国境で活動した。タイに住んで20数年、様々な種族の人間と関わったが、その分沢山の戦争、紛争の恐ろしさもカメラに収まっている。戦地で沢山の人々の命が奪われていくのを目の当たりにし、精神的にも弱っていき日本に戻るのだが、妻は離婚、家も失い、50歳を手前に、住所不特定・無職となってしまった。失意の中、自分にはカメラしかないと、関西から東北、そして北海道へと日本の美しさをシャッターに収める旅に出る。

## キャスト
- 比嘉梨乃[25] - アーティスト・大城光
- 山田邦子[25] - 芸能事務所ファインミュージック社長・桜下今日子
- 藤木勇人 - お食事処｢峠の茶屋｣店長・大城隆(光の父親)
- SHINOBU (DA PUMP) - 居酒屋の店長・仁
- 具志堅用高  - 高円寺の沖縄居酒屋店長・新垣さとし
- 大林素子 - 店長夫人・新垣夏子
- 未來貴子 - 響野ゆかり室長
- ケニー大倉[26] - 光のマネージャー・佐伯
- 三浦浩一 - グルメレポーター・ハロハロオカ
- 泉裕 - カメラマン・上原貞夫
- 古畑祥子 - 上原の離婚した妻
- 美村多栄 - 上原が立ち寄った大阪の居酒屋の女将
- 桃原克博 - 退役自衛官・平良健太
- 丈 (俳優) - 梅里二等陸曹→教官
- 塩谷瞬- ナマハゲ・瞬
- Bro.KORN - DJ 天童
- 天願綾子 - おばあ (桃原はる)
- 小俣里奈 - 大西芽衣
- 椎名まこ - 光の現場マネージャー・みよ
- 沖直未 - 金城院長
- 上西雄大 - 森中二等陸曹
- 渡辺梓 - 大西千鶴(芽衣の母親)
- 大倉弘也 - 宮本マネージャー
- 原めぐみ - 織田プロデューサー
- 好野雅彦 - 田所晃士二等陸曹
- 安里教子 - おばあのヘルパー・美智子
- 澁澤真美 - 九州ロケのディレクター・相楽奈緒美
- 大木凡人 - 習志野市の居酒屋店長・田所
- 天乃美香 - 長浜美由紀二等陸曹
- 澤真希 - 自立支援施設のスタッフ・西崎
- クレオみどり - 自立支援施設のスタッフ
- 大城桜子 - 優(光の親友)
- 髙木七海 - 恩納村カフェ店員・月皐
- 豊森ちはや - 大西皐月(芽衣の姉)
- 村上隆文 - 居酒屋店長・高山
- 奥村美香 - 高円寺の沖縄居酒屋のバイト
- 山本美世子 - 浜松の喫茶店店員
- 浦田有 - 自立支援施設の入所者・香
- 真渕りか - 桜下社長行き付けのBarのオーナー
- 片岡断行[27] - 桜下社長行き付けのBARの常連客
- 近藤奈保希 - フェリーの女
- 市川博樹 - 神楽二等陸曹
- 菅原広二（男鹿市長） - ナマハゲ長
- 新里哲也 - ラジオパーソナリティー
- くまモン - くまモン（熊本城にて特別出演）

## スタッフ
| 役職                           | スタッフ |
| ------------------------------ | --- |
| 監督・脚本・総合プロデューサー | 田中壱征 |
| 制作協力                       | 岡博之（ブッチャーブラザーズ / サンミュージックプロダクション社長） 山内検司（サンミュージックプロダクション福岡） 武本弘子（電通） 石川能（二番工房） |
| 顧問                           | 平田崑（ヒラタオフィス会長） |
| プロダクション                 | REVIVE アスリート・マーケティング 太田プロ ホリプロ サンミュージックプロダクション 吉本興業 アミューズ                                                 |
| 幹事プロデューサー             | 沖縄制作実行委員会（沖縄） 鈴木満（東京） 石津利昭（静岡・東海）                                                                                       |
| 制作                           | 熊井匠悟 高山省吾 山田順子 |
| 助監督                         | 大原誠弍 好野雅彦 村上隆文 |
| 後援                           | 沖縄県 うるま市 那覇市 恩納村 北中城村 本部町 沖縄テレビ放送 沖縄タイムス社 琉球新報                                                                   |
| 協力                           | 防衛省/全日本空輸/三菱UFJ信託銀行/文化庁 |
| 司法協力                       | 若狭勝 |
| 製作・商標登録                 | FEEL PICTURES |

## 音楽

### 主題歌
- 「想い唄～風にのせて」平川美香（サンミュージック）

### 映画音楽
- 佐藤政志
- 小岩伸也
- dakaram